# Microplitis mediator
Microplitis mediator är en stekelart som först beskrevs av Alexander Henry Haliday 1834.  Microplitis mediator ingår i släktet Microplitis och familjen bracksteklar. Arten är reproducerande i Sverige. Inga underarter finns listade i Catalogue of Life.